# Eckart Lange (Musikpädagoge)
Eckart Lange (* 19. November 1947) ist ein deutscher Musikpädagoge.

## Leben und Wirken
Eckart Lange studierte Schulmusik und Musiktheorie (unter anderem bei Gert Frischmuth) an der Hochschule für Musik Franz Liszt Weimar und legte 1970 das Staatsexamen ab. An der Hochschule für Musik „Hanns Eisler“ Berlin studierte er Chordirigieren und schloss 1983 mit dem Diplom ab. Anschließend war er Lehrer für Musik an Erweiterten Oberschulen in Mecklenburg-Vorpommern und danach wissenschaftlicher Mitarbeiter für Musikdidaktik an der Ernst-Moritz-Arndt-Universität Greifswald. Er war Mitglied der Arbeitsgruppe „Singefähigkeit“ der Akademie der Pädagogischen Wissenschaften der DDR und wurde 1986 in Greifswald mit der Arbeit Zur Entwicklung der Singefähigkeit in der Abiturstufe promoviert.
Anschließend ging er nach Thüringen und war stellvertretender Direktor des Heinrich-Schütz-Hauses in Bad Köstritz und Chordirektor an der Singakademie der Bühnen der Stadt Gera. 1988 wurde er wissenschaftlicher und künstlerischer Mitarbeiter für Musikgeschichte, Musiktheorie und Musikinstrumentenkunde an der Außenstelle Gera der Musikhochschule Weimar. In der Zeit der Wende in der DDR war er Abteilungsleiter im Ministerium für Kultur der DDR; im Oktober 1990 kehrte er an die Musikhochschule Weimar zurück und wurde zum Prorektor gewählt. 1993 wurde er Professor für Musikpädagogik; 1996 war er Gründungsdirektor des Institutes für Musikpädagogik und Musiktheorie.
Eckart Lange war von 1994 bis 2020 Präsident des Landesmusikrates Thüringen und ist seit 1996 Mitglied im Präsidium des Deutschen Musikrates, von 2000 bis 2002 war er dessen Vizepräsident. Seit 2005 ist er ehrenamtlicher Direktor der Thüringer Landesmusikakademie Sondershausen und Vorsitzender des Landesausschusses Musikalische Bildung; 2011 war er Gründungsmitglied des Kulturrates Thüringen, dessen Vizepräsident er seitdem ist.

## Auszeichnungen
- 2008: Bundesverdienstkreuz 1. Klasse
- 2015: Verdienstorden des Freistaats Thüringen[2]

## Schriften
- Zur Entwicklung der Singefähigkeit in der Abiturstufe. Untersuchungen zu Einstellungen und zum stimmfunktionell und musikalisch richtigen und ausdrucksvoll gestalteten Singen im Musikunterricht der 11. und 12. Klassen der erweiterten Oberschulen. Dissertation. Universität Greifswald 1986, DNB 861232445.
- mit Claudia Seidel: Der junge Bach. Teil Begleitbuch für junge Leute. Illustrationen von Susanne Spannaus. Redaktion Reinmar Emans. Erste Thüringer Landesausstellung, Erfurt 2000, ISBN 3-00-006279-3.
- mit Marianne Steffen-Wittek (Hrsg.): Musik ist Bewegung ist Musik. Wahrnehmung und Bewegung im musikpädagogischen Kontext. Dokumentation des Weimarer Rhythmiksymposiums 2004 (= Schriftenreihe des Institutes für Musikpädagogik und Musiktheorie der Hochschule für Musik Franz Liszt Weimar. Band 3). Weimar 2005, ISBN 3-932789-11-3 (Buch und CD).